# خانه توکلی‌زاده (مشهد)

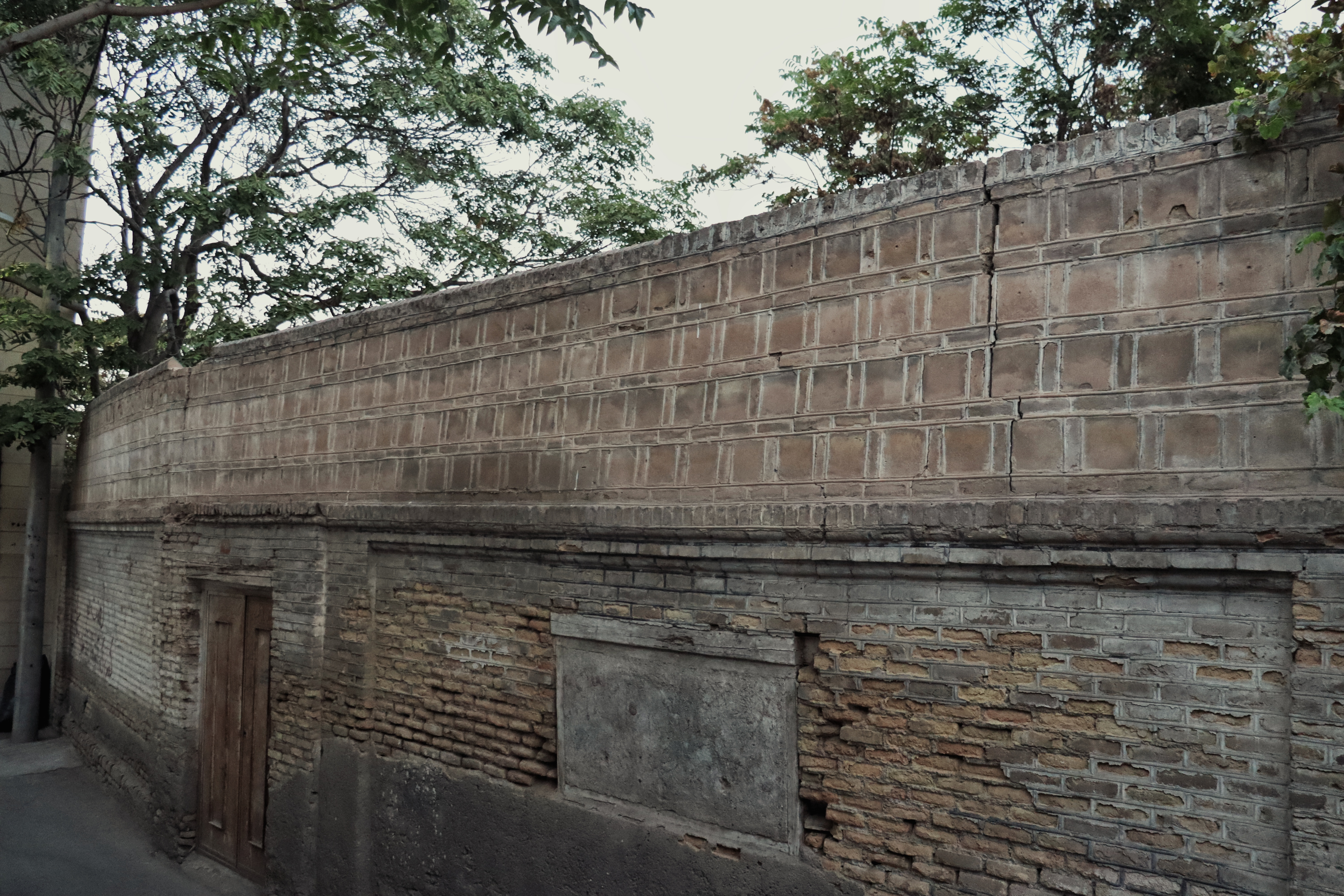
نمای جنوبی خانه توکلی زاده

خانه توکلی‌زاده خانه‌ای تاریخی مربوط به دوره پهلوی اول است و در شهر مشهد، فلکه سراب، خ سعدی، بین سعدی ۱۸ و ۲۰، پ ۴۹ واقع شده و این اثر در تاریخ ۹ بهمن ۱۳۸۴ با شمارهٔ ثبت ۱۳۹۱۷ به‌عنوان یکی از آثار ملی ایران به ثبت رسیده‌است.